# Ishin Shishi
L'Ishin Shishi (維新志士) fou un grup d'activistes polítics japonesos del finals del finals del període Edo. El terme «shishi» es tradueix literalment com a «home d'elevat propòsit». Eren defensors de la monarquia Meiji en oposició al shogunat. Els seus enemics naturals eren el Shinsengumi.

## Història
L'Ishin Shishi té el seu antecessor en el Meiji Ishin, que eren els dàimio dissidents de les províncies de Chōshū i Satsuma en conjunt amb camperols i samurais d'altres províncies amb la mateixa ideologia: l'abolició del shogunat Tokugawa i la restauració del poder central a Kyoto encapçalat per l'emperador i la cort imperial. El Meiji Ishin estaria liderat per tres homes: Nakaoka Shintarou, Sakamoto Ryoma i Toshimichi Ōkubo. El shogunat Tokugawa, en sentir el perill generat pel Meiji Ishin, va crear el Shinsengumi, força d'elit i policial encarregada d'exterminar a tot aquell que estigués involucrat amb el Meiji Ishin. Els líders i membres del Meiji Ishin per la seva banda, van començar a contractar espadatxins i samurais per protegir-se. Aquests mercenaris eren anomenats els Ishin Shishi. Van tenir lloc moltes i sagnants batalles entre els Shinsengumi i els Ishin Shishi. El més destacat combatent d'aquesta facció va ser Kawakami Gensai, un dels anomenats 4 hitokiri, que va assassinar tants homes que la gent el va començar a anomenar 'Hitokiri'.
Kyoto era un centre important per als shishi, que tenien influència sobre l'emperador Kōmei i en 1863 el van convèncer per emetre una "Ordre d'expulsió dels bàrbars". L'Ordre va situar el shogunat en una posició difícil, es produir atacs contra estrangers o els seus vaixells, i forces estrangeres i en represàlia les forces de Bakufu van poder expulsar la major part dels shishi de Kyoto, el seu intent de tornar el 1864 va ser rebutjat.
Els shishi i altres rebels van continuar donant forma a la seva visió del nou Japó, i encara que veneraven l'emperador, no pensaven que ell jugués un paper actiu en el procés polític. La lluita política va arribar al seu punt culminant a finals de 1867. Es va arribar a un acord pel qual Tokugawa Yoshinobu mantindria el seu títol i una part del seu poder, però el poder legislatiu seria investit en una legislatura bicameral basada en el model britànic. L'acord es va trencar i el 9 de novembre de 1867, Yoshinobu va presentar oficialment la seva renúncia a l'emperador i va renunciar formalment deu dies després. El shogunat s'havia acabat. Els fets es van precipitar quan el 3 gener de 1868 els rebels van prendre el control del Palau Imperial de Kyoto i l'endemà, van fer que l'emperador declarés la restauració del seu poder absolut.